# Torneo de Pekín 2010
El Torneo de Pekín es un evento de tenis que se disputa en Pekín, China,  se juega entre el 4 y  el 10 de octubre de 2010.

## Campeones

### Individuales Masculino
Novak Djokovic vence a  David Ferrer, 6–2, 6–4.

### Individuales Femenino
Caroline Wozniacki vence a  Vera Zvonareva, 6–3, 3–6, 6–3.

### Dobles Masculino
Bob Bryan /  Mike Bryan vencen a  Mariusz Fyrstenberg /  Marcin Matkowski, 6–1, 7–6(5).

### Dobles Femenino
Chuang Chia-jung /  Olga Govortsova vencen a  Gisela Dulko /  Flavia Pennetta, 7–6(2), 1–6, [10–7].